# Macuna

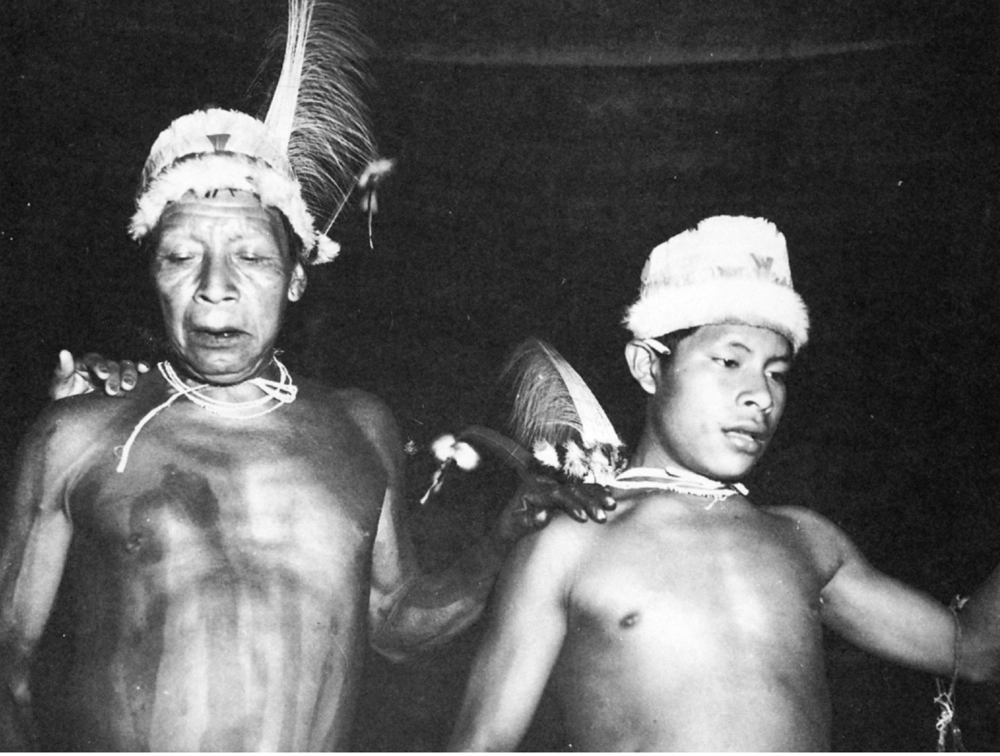
Un chamán Makuna y su discípulo, bailando alrededor de un joven enfermo, diagnostican la causa de la enfermedad con la ayuda de drogas alucinógenas.

Macuna, Makuna o Buhágana es un pueblo indígena que habita en las riberas del río Comeña y en las bocas del Pirá Paraná y el Apaporis, al sur del departamento colombiano de Vaupés. El idioma macuna pertenece al grupo oriental de la familia lingüística tucana.

## Organización Social
Se trata de dos conjuntos exogámicos, en los cuales se agrupan siete clanes patrilineales que hablan un mismo idioma del grupo sur de la rama oriental la Familia Tucano. El primer conjunto, Ide masa (gente del agua); el segundo conjunto integrado Yeba masa (Yeba es un personaje de los relatos antiguos).  Los clanes del propio conjunto y todos sus integrantes se consideran "hermanos" y los del otro conjunto "cuñados". El igualitarismo de la sociedad macuna contrasta con el imaginario de una sociedad jerarquizada y compleja en los relatos del pasado que podría corresponder con la historia de los cacicazgos amazónicos.
Viven en casas comunales o "malocas" wi, cada una de las cuales tiene un líder, que puede ser reconocido como jefe de varias malocas, aunque no ejerce una autoridad coercitiva, sino de prestigio, que se afianza mediante la organización de bailes o fiestas en su maloca. La construcción corresponde a los hombres y el chamán debe bendecir la iniciación de los trabajos. La mayoría de las malocas son rectangulares, de 10 a 20 m de ancho por 15 a 30 m de alto. El vértice superior del techo de dos o cuatro aguas está a unos 8 m de altura. Tienen una puerta principal de los hombres y otra secundaria en el extremo opuesto para las mujeres, además de una abertura pequeña para que el dueño de la maloca y su pareja salgan en la noche.

## Economía
La actividad principal de los hombres es la pesca: usan arpones  ñiare y yirugü, redes yorigü, trampas sanimü y aruga, cuerdas süme con anzuelos y barbasco küra. Fabrican sus canoas kuma y remos werajâi.Los hombres también fabrican distintas clases de canastos, cedazos, exprimidores, hamacas, morteros y bancos. Practican la caza con cerbatana bujaga, arco jaturajâi y flecha bisu boca y jabalinas reare bisu. 
Dependen además de la agricultura itinerante. Los hombres abren las chagras mediante el método de tumba y quema y cultivan chontaduro, tabaco y coca, en tanto las  mujeres siembran, cuidan y cosechan la yuca, yota, ñames, batata. plátanos, caña de azúcar, piña, guama, marañón y uva caimarona. También mantienen huertos de frutales cerca de la maloca. Complementan su alimentación recolectando frutos silvestres, hormigas meka, saltamontes ñimia y larvas wadoa de coleóptero "mojojoy".
Las mujeres practican la alfarería y fabrican diversas clases de ollas, recipientes y el budare para preparar el casabe de yuca. Destaca el kaji sotü para servir el yajé, que decoran con bellas figuras.
Durante las tres últimas décadas las actividades económicas provocadas por la colonización para el cultivo ilegal de coca y para la minería del oro en el Taraira, han generado cambios económicos en las comunidades macuna, que ha pasado a producir alimentos para la venta y han ofrecido su mano de obra asalariada. A pesar de esto la sociedad tradicional mantiene aun su cohesión.

## Cosmovisión
Los Macuna clasifican los seres vivos así: Yai, "depredadores" de la clase del jaguar; Wai, "presas" de la clase de los pescados y Masâ, "personas", de la clase de la gente.  Los niveles del mundo se interrelacionan con las clasificaciones y así en las copas de los árboles en el nivel que recorre el viento están aves depredadoras y en el suelo animales depredados. 
Todos los depredadores y presas son sin embargo también gente y el chamán puede verlos así en sus malocas y sus chagras y tienen sus jefes o "dueños", a los cuales hay que dirigirse y hacer ofrendas para obtener las presas y para protegerse de los depredadores. Tal clasificación no implica categorías fijas para cada ser, sino múltiples transformaciones de unos en otros que dependen de diferentes perspectivas e intercambios de unos con otros que establecen la reciprocidad entre los seres y la interdependencia universal. La sociedad humana y la naturaleza forman parte de una misma sociedad cósmica en que todos los seres interactúan y comparten los poderes primordiales de la creación y la vida.
Las danzas rituales sostienen el orden cósmico. Sin los bailes se producirían diluvios y sequía, las plantas no fructificarían y se rompería el ciclo vital de los animales y los humanos. Dentro de esta cosmovisión bailar es un acto de reproducción, un proceso regenerativo; por tanto, al bailar, en realidad se logra la regeneración de la vida en los ríos y la selva. Se trata una afirmación poderosa acerca de la interdependencia mutua entre humanos, plantas animales, cultura y sociedad. Los bailes principales son el del chontaduro, el del casabe, el de los "chiruros" y el "yurupari".
Tiene gran importancia la fabricación e interpretación de los instrumentos musicales ceremoniales: flautas de carrizo o "chiruros" seru y teróroga, flautas yapura largas de guadua, gôa de tibia de vendo, trompetas rijoga de cráneos de armadillo o venado, pitos de vainas de nuez jujia aje y de caracoles süe, maracas y pisones para llevar el ritmo del bailes y las trompetas sagradas je, de cortezas de árbol, para el ritual del yurupari. 
Los bailadores usan coronas de plumas maja joa y en el "baile del chontaduro o de los espíritus usan trajes y máscaras de corteza. Los ancianos usan pendientes de cuarzo que se transmiten de generación en generación.